# بورليزا
بورليزا هي كومونا على ضفاف بحيرة لوغانو في مقاطعة كومو منطقة لوماردو، وتقع على بعد حوالي (60) كيلو متر (37) ميلا إلى الشمال من ميلانو، وحوالي (25) كيلو متر (16) ميلا إلى الشمال من كومو.
وتحدها البلدات التالية: بيني لاريو، كارلازو، كلاينو كون أوستينو، كوريدو، لينو، أوسوتشيو، بونا، فال ريزو، فالسولدا. تم ربط مدينة بور ليزا بمدينة ميناجيو على بحيرة كومو وذلك ما بين عامي 1873, و 1939, عبر خط سكة حديد ميناجيو- بورليزا، وهو خط جر مركبات بخاري ضيق تم بناؤه كجزء من خط نقل رابط متعدد الوسائط بين ميناجيو، ولينو، على البحيرة ماجوري.